# ケルン・シュタットバーンK4500形電車
ケルン・シュタットバーンK4500形電車（ケルン・シュタットバーンK4500がたでんしゃ）は、ケルンのライトレール（シュタットバーン）であるケルン・シュタットバーンで使用されている電車。低床式プラットホームに対応した超低床電車（部分超低床電車）で、2005年以降導入が行われている。

## 概要
2002年、ケルン市交通公社は、残存する旧型電車（デュワグカー、B形）の置き換えを目的に、ボンバルディア・トランスポーテーションとフォスロ・キーペのコンソーシアムとの間に低床式プラットホームに適した新型超低床電車の導入契約を結んだ。これを基に開発されたのがK4500形である。
両運転台の3車体連接車で、車内の72 %が床上高さを425 mmに抑えた低床構造になっている。設計にあたっては、先に導入されていた低床式プラットホーム向け車両であるK4000形に加えて、高床式プラットホーム用車両のK5000形も基になっており、フォスロ・キーペが設計した電気機器に活かされている。動力台車に2基設置されている主電動機は三相誘導電動機で、IGBT素子を用いた制御装置による制御が行われる。屋根上には制御装置や空調用の補助コンバータなどの電機機器がフォスロ・キーペが設計したルーフコンテナに収納されており、メンテナンスの効率化が図られている。また、各機器のシステム制御は「CANopen」に基づき標準化されたデータバスが用いられており、同様の標準化が行われているK4000形との連結運転も可能である。

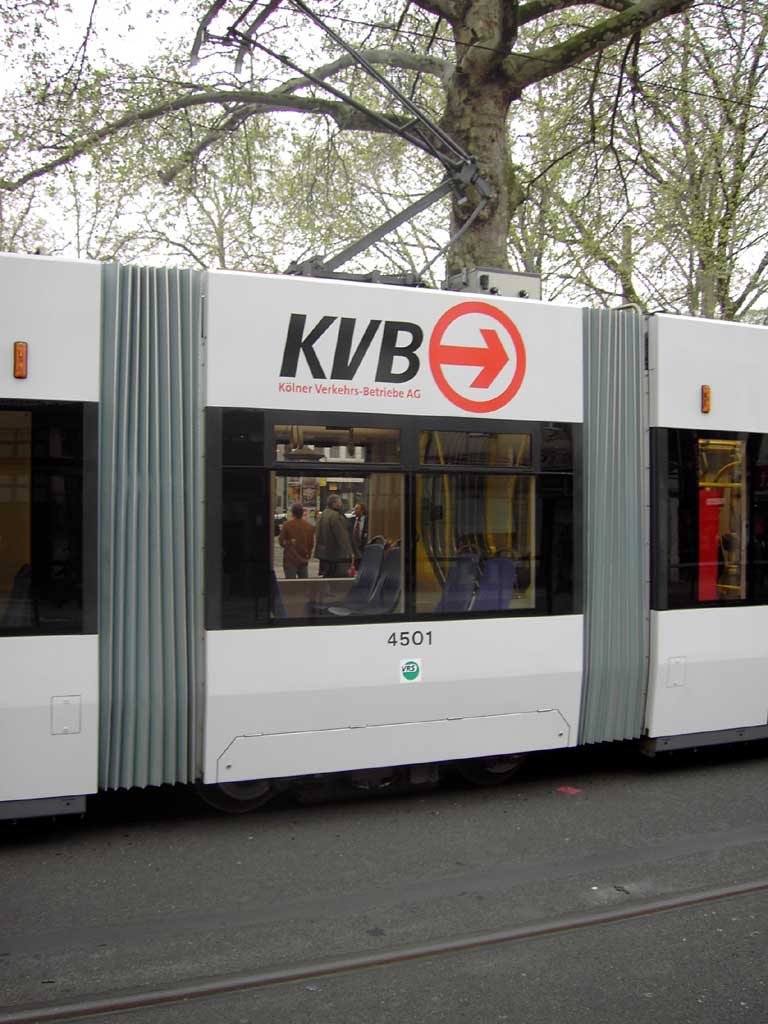
全長が短い中間車体（2005年撮影）
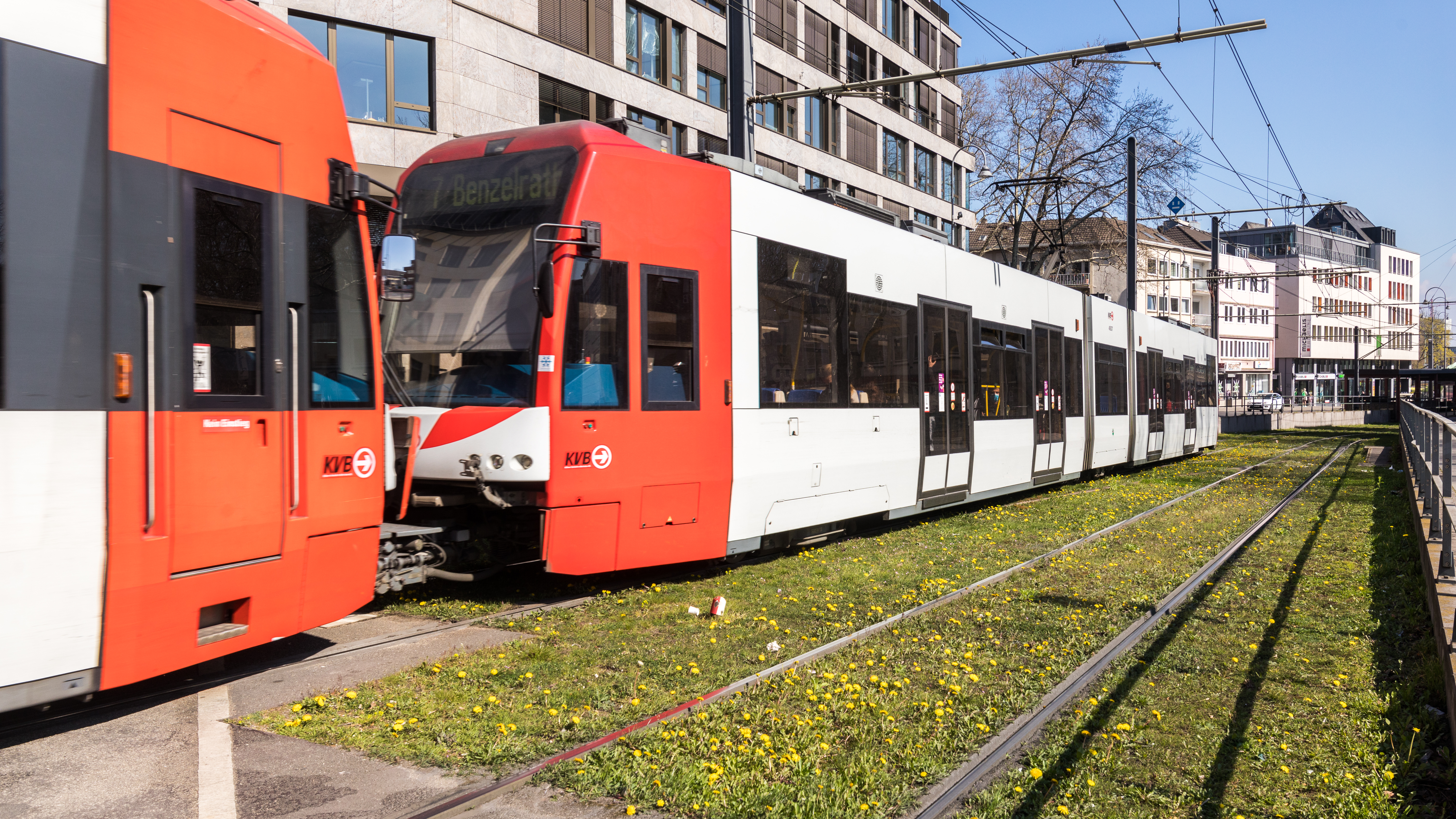
連結運転も可能である（2022年撮影）

オーストリア・ウィーンのウィーン地方鉄道（ヴィーン - バーデン地方線）で試運転を実施した後、2005年3月に試作車4両の納入が行われた。その後、ケルン・シュタットバーンでの試運転や営業運転の成果を受け、同年から2007年にかけて量産車65両の導入が実施されている。

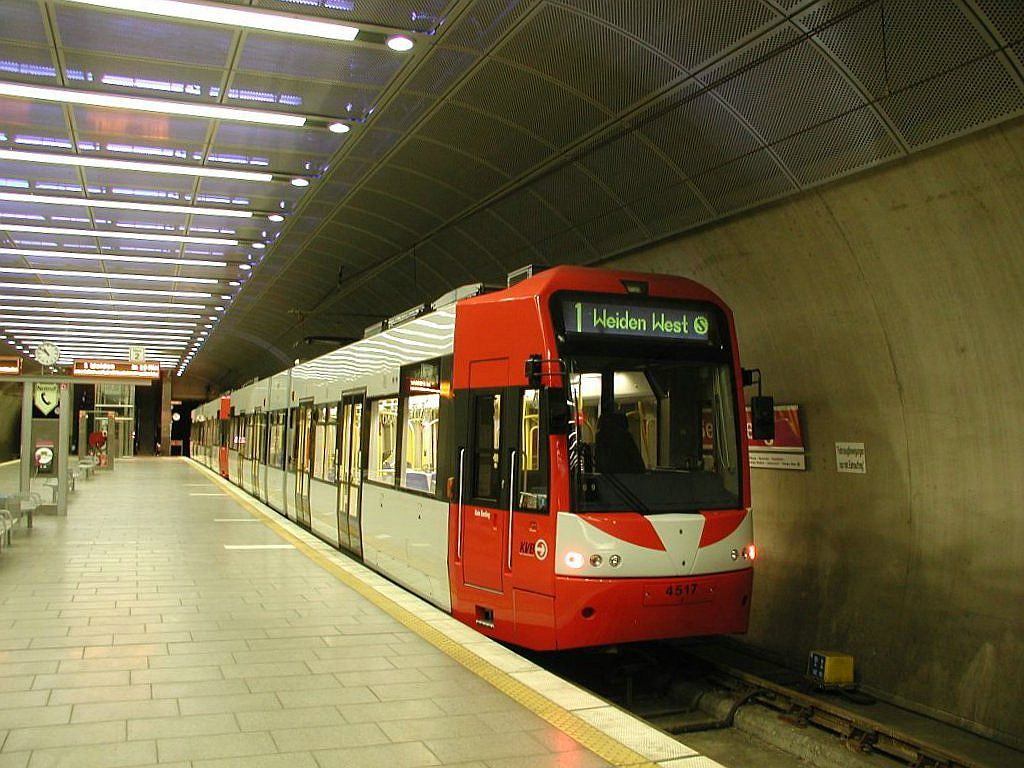
地下駅に停車するK4500形（2006年撮影）
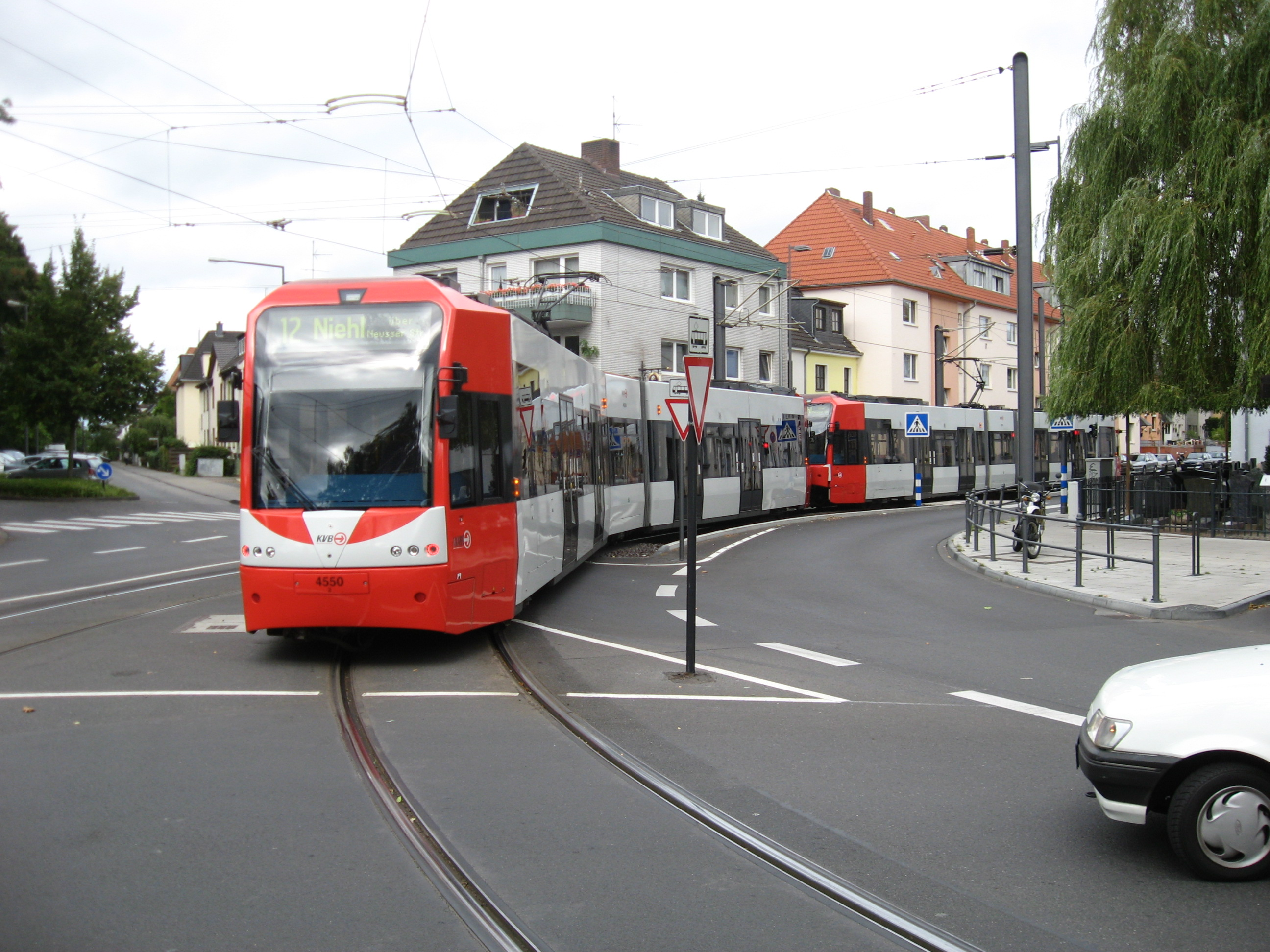
連結運転を実施するK4500形（2008年撮影）
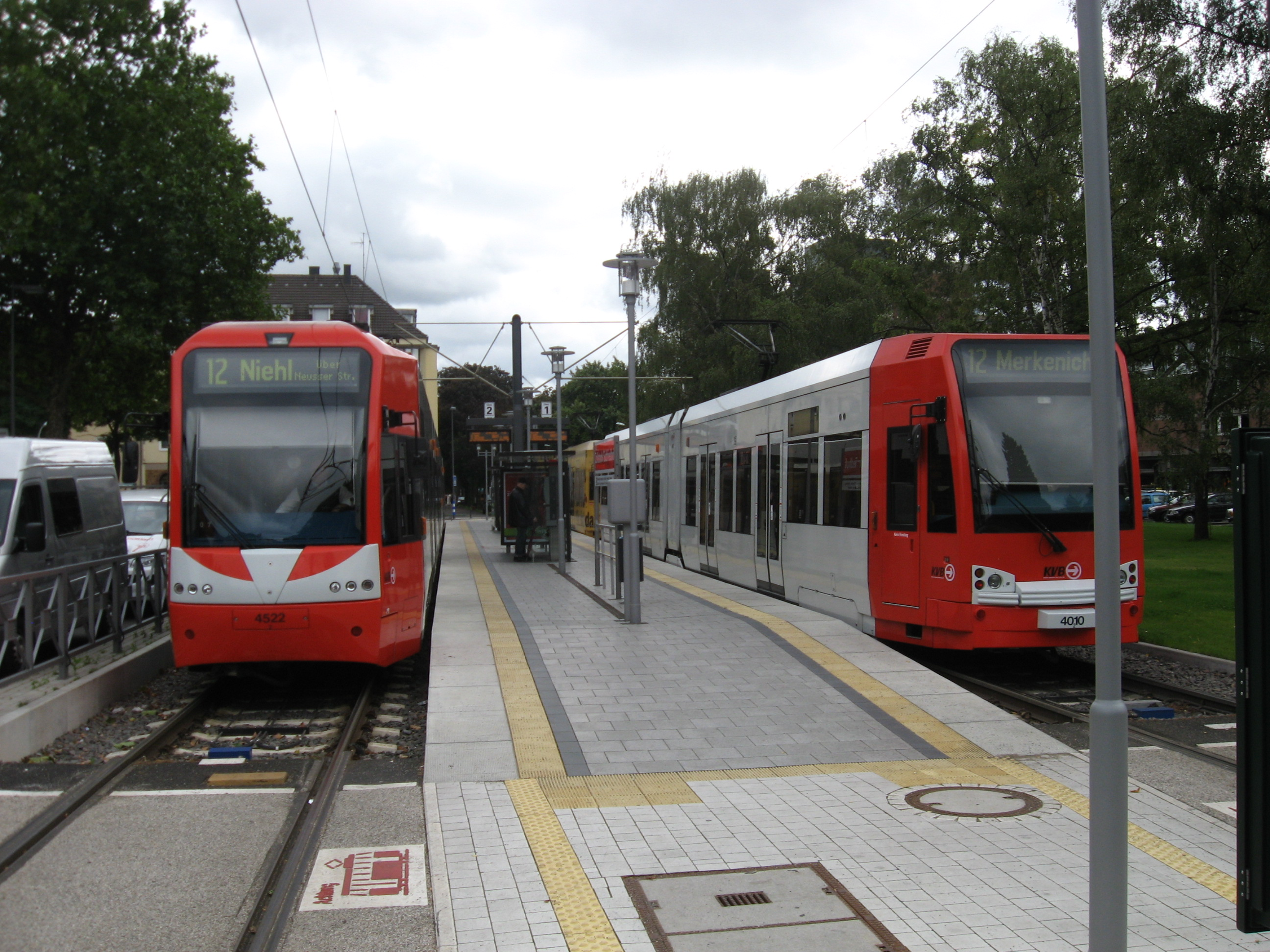
K4000形（右）と並ぶK4500形（左）（2008年撮影）

## 参考資料

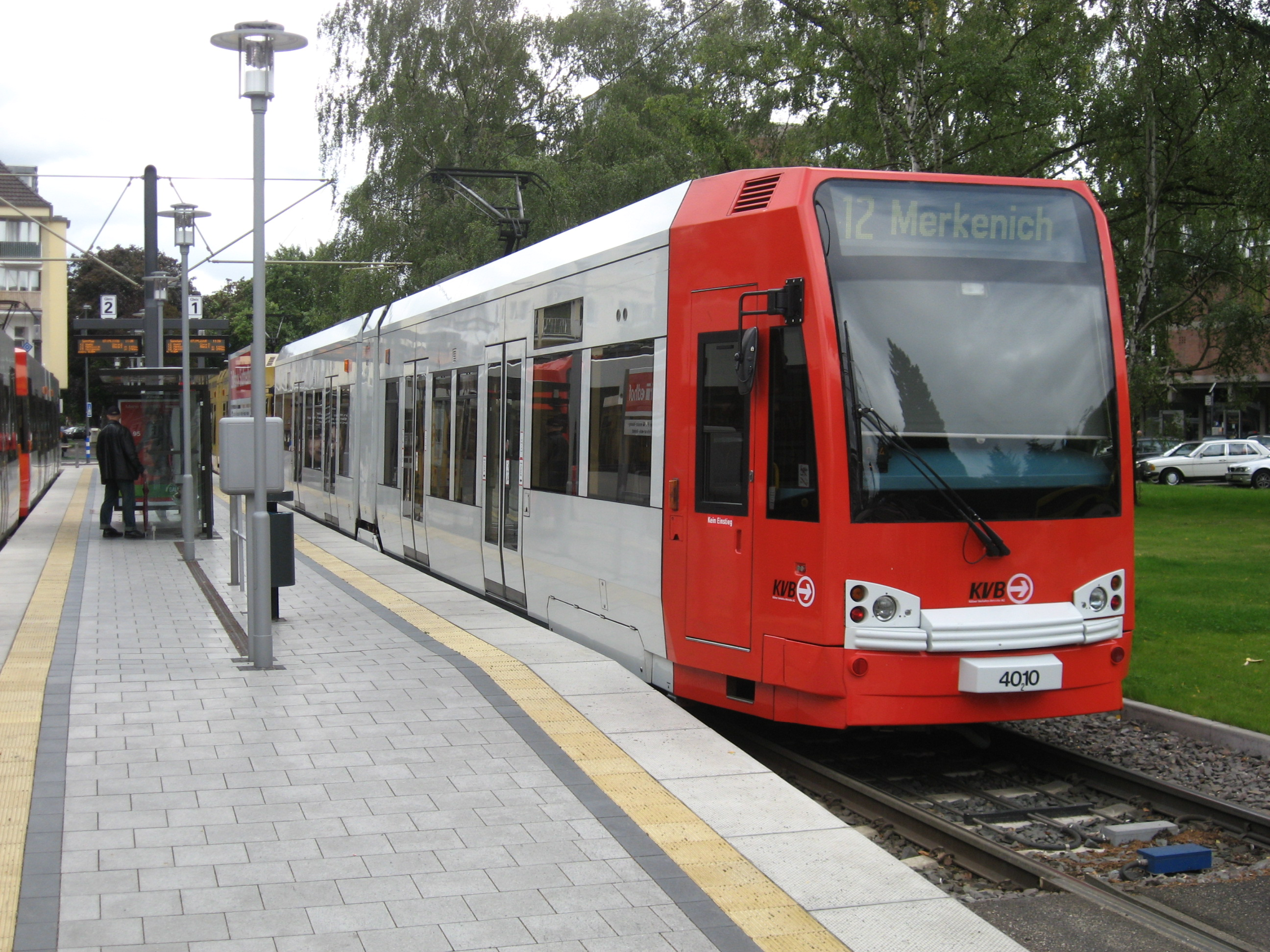
Stadt Köln; Kölner Verkehrs-Betriebe (11 October 2018). Die Kölner U-Bahn: 50 Jahre Mobilitätsgeschichte (PDF) (Report). 2024年7月28日閲覧.{{cite report}}:  CS1メンテナンス: dateとyear (カテゴリ) CS1メンテナンス: 先頭の0を省略したymd形式の日付 (カテゴリ)
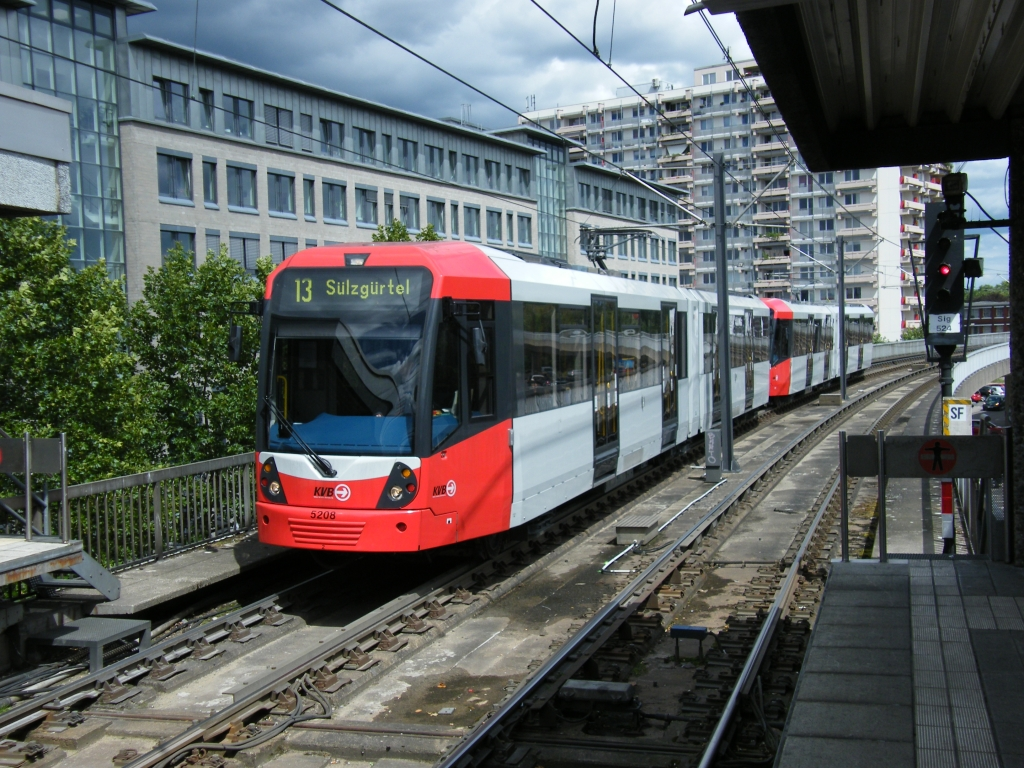
K5000形（2011年撮影）
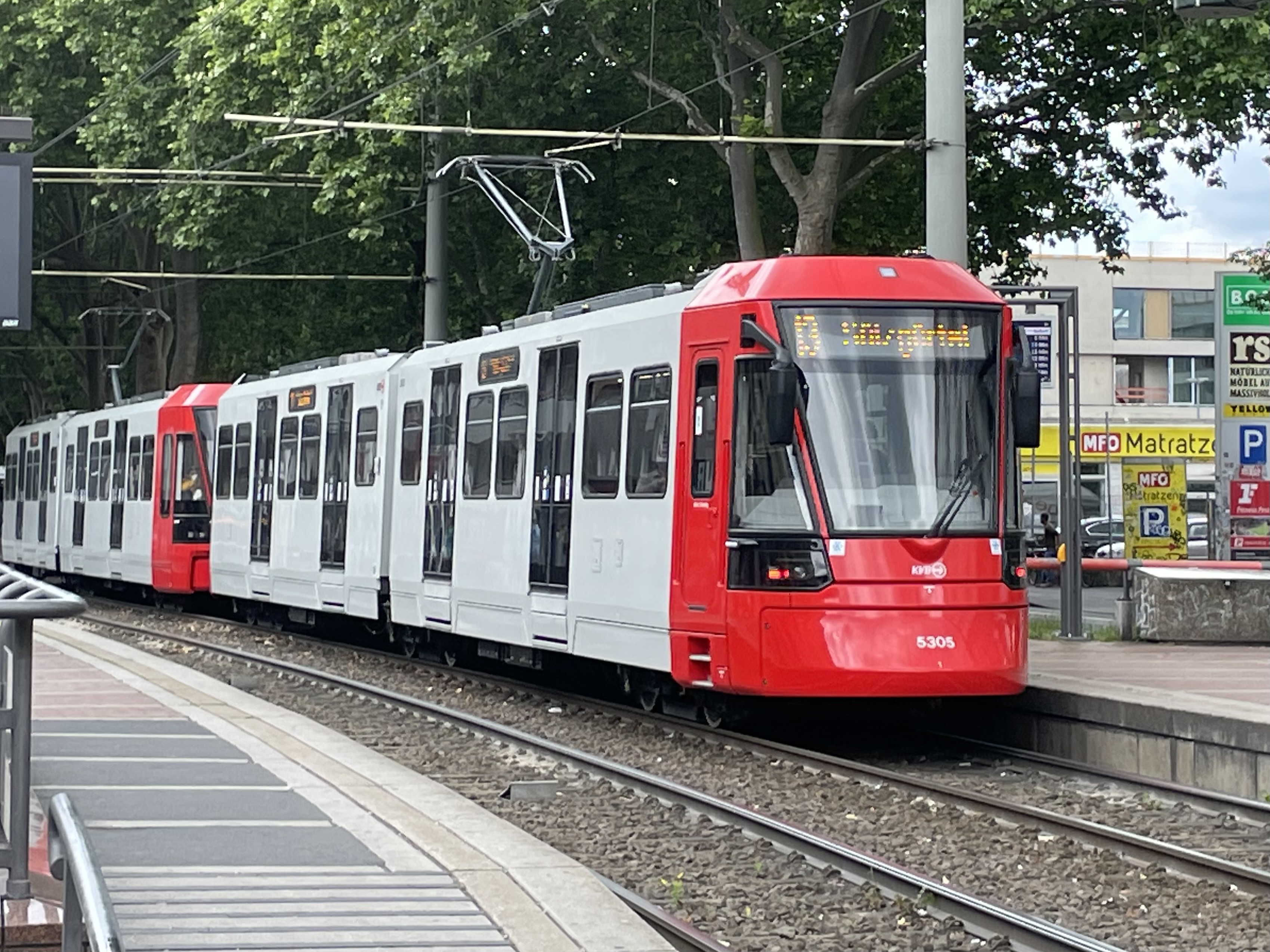
HF6形（2022年撮影）